# Zerkovitz Béla
Zerkovitz Béla (Szeged, 1881. július 11. – Budapest, Józsefváros, 1948. október 24.) műépítész, zeneszerző, színigazgató, népszerű sanzon- és operettszerző, a századforduló utáni magyar kuplé- és sanzonszerzők egyik legjelentősebb alakja.
Tanulj meg fiacskám komédiázni!

Tanulj meg kacagni, sírni, ha kell!

Tanulj a rosszhoz is jó képet vágni!

Magaddal törődj csak, más senkivel!

Ne higgy a barátnak, hű szeretőnek!

Ne higgy az eskünek! Ne higgy soha!

Tanulj meg fiacskám komédiázni,

Mert minden, minden csak komédia!

## Élete
Az óbudai születésű izraelita vallású kereskedő Zerkovitz Jónás (Jonathan Zerkowitz) (1840–1920) és szintén óbudai születésű Princz Janka (Johanna) (1839–1927) fia. Édesanyja Goldmark Károlytól tanult énekelni, és egy bentlakásos iskola tanárnőjeként és igazgatójaként dolgozott, emellett 8 gyermeket szült. Édesapja fiatalon egy időre Szegedre költözött, majd onnan vissza Budapest V. kerületébe. Legkisebb gyermekük, Béla Szegeden született, de a Műegyetemet már Budapesten végezte, ahol építészmérnöki oklevelet szerzett. Miközben a MÁV alkalmazottjaként is dolgozott, a pesti utca divatos énekmestere lett.
Műegyetemi tanulmányai alatt írta meg első dalát, egy társas összejövetelen egy barátja énekelte el az „Integrál Böske” című számát. Néhány nappal később Baumann Károlyt, az Fővárosi Orfeum népszerű énekesét is felkereste, aki elkérte a számot tőle, hogy műsorába illessze. A dal sikert aratott, így kezdődött Zerkovitz pályafutása, ami alatt több mint 1000, a nevéhez fűződő sláger született. A színházak egyfelvonásos darabjaiba írt betétszámokat, valamint írt operetteket is, ezeket mind hazai, mind külföldi színpadokon játszották.

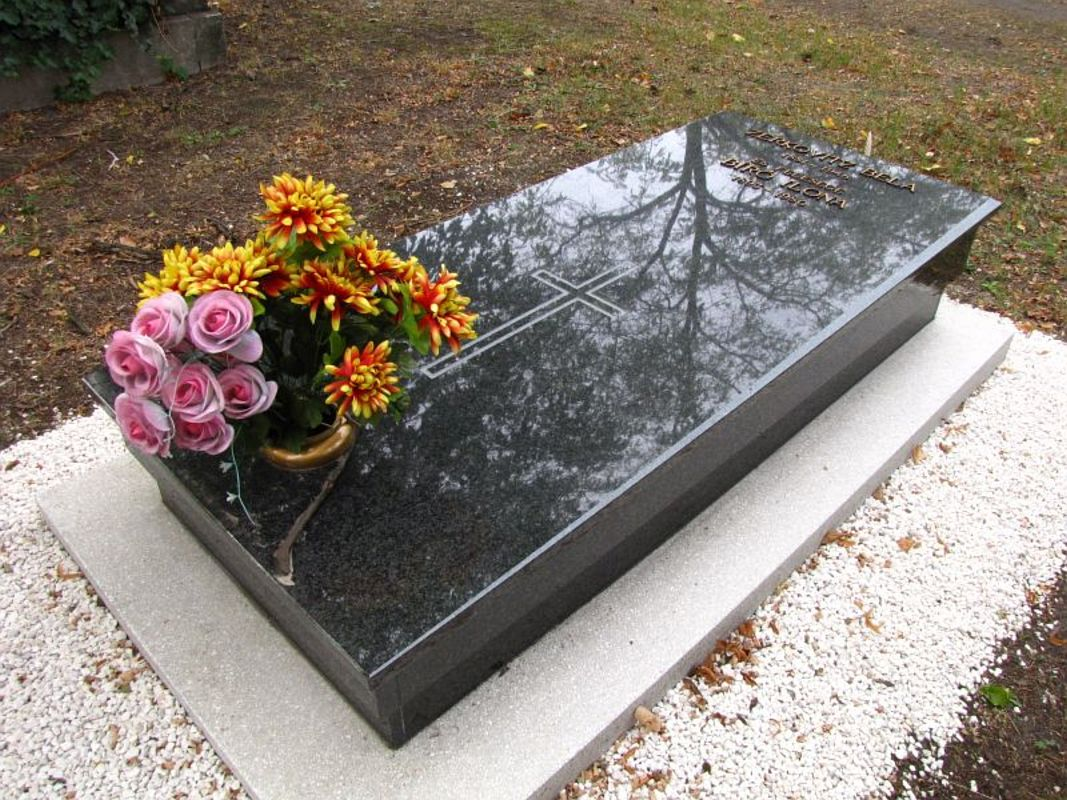
Sírja a Fiumei úti sírkertben (24/1-1-68).

Dalait a legkisebb kocsmákban is énekelték, fütyülték. Népszerű dalai miatt sokan irigykedtek rá, elfeledkezve arról a tényről, hogy megjelenéséig Budán szinte kizárólag osztrák sramlizenét játszottak a kocsmákban is. Ő volt a magyar kuplé megteremtője. Magyarosította az orfeumi dalokat, a zenés színpadok műsorát. Ő maga is rendelkezett zenei ismeretekkel; tanulmányait Mészáros Imrénél, az Operaház akkori igazgatójánál végezte.
Rajongott a színházért. 1925-ben a Városi Színház (ma Erkel Színház) igazgatója, majd évekig a Royal Orfeum művészeti igazgatója (a mai Madách Színház helyén) volt.
Barátai közé nemcsak magyar, hanem híres külföldi személyek is tartoztak, mint Grock vagy Josephine Baker. Zenei teljesítményét elismerte szinte az egész világ, Giacomo Puccinival sokszor nyaralt együtt.
A dalait a magyar kor legnagyobb alakjai is énekelték: Bilicsi Tivadar, Ajtay Andor, Petress Zsuzsa, Udvardy Tibor, Kishegyi Árpád, Zentay Anna, Rátonyi Róbert, Vámosi János stb.)
Atyai baráti kapcsolatban állt az MTK alapító magyar dzsentri Szekrényessy Kálmánnal, kinek Háczky Laurával való reménytelen szerelmét énekelte meg a "Füredi Anna-bálon" kezdetű nótában.
Vidám, kedves egyszerű ember volt. Búcsúzóul, halála előtt még egy dallal megörvendeztette az utókort, mely a „Lehoznám néked a csillagot is az égről” című dala volt (1945).
Halálát agyvérzés okozta. A Fiumei úti Nemzeti Sírkertben nyugszik (24/1-1-68).

## Főbb művei

### Operett
A Színházi adattárban regisztrált bemutatóinak száma: 74, ugyanitt nyolc társasági fotón is látható.
- Aranyeső (operett 3 felv.) Szövegkönyv: Béldi Izor,  versek: Mérei Adolf. Bem. 1913. febr. 21. Népopera.
- Aranymadár (operett 3 felv) Szövegkönyv: Harmath Imre
- Árvácska (operett 3 felv.) Szövegkönyv: Bús Fekete László, versek: Kulinyi Ernő, Bem. 1924.  júl. 1. a Budai Színkör; és 1924. szept. 13., Király Színház
- A hattyúlovag (operett 3 felvonásban)(1923 körül) Szövegkönyv: Konti Imre
- A huszonnyolcas
- A legkisebbik Horváth leány (1927) (operett 3 felv.) Szövegkönyv: Szilágyi László, Bem. 1927. máj. 21., Király Színház
- A nóta vége (operett 3 felvonásban) (1925 körül) Szövegkönyv Fekete Bús László, versek Kulinyi Ernő
- A szélhámos király
- Balról a harmadik (operett) (Szövegkönyv: Szilágyi László)
- Békebeli komédiák
- Csak egyszer élünk
- Csókos asszony (1926) (operett 3 felv.) Szövegkönyv: Szilágyi László, Bem. 1926. febr. 27.,  Városi Színház.[10]
- Csuda Mihály szerencséje (énekes bohózat 3 felv.) Szövegkönyv: Bús Fekete; versek: Kulinyi Ernő, Bem. 1926. máj. 22., Magyar Színház
- „Das Finanzgenie, (operett) Bem. 1915. okt. 29. Bécs, Apolló Theater
- Doktor úr (Zenés bohózat, 1945) Író: Molnár Ferenc azonos című darabja alapján színpadra alkalmazta Böhm György. Szövegkönyv: Kellér Dezső.
- Eltörött a hegedűm (operett 3 felv.) Szövegkönyv:  Szilágyi László, Bem. 1928. nov. 3., Király Színház [11]
- Gyerünk csak! (látványos nagy revű) szöv. Béldi Izor, társzeneszerző: Barna Izsó,  Bem. 1913. máj. 24. Népopera
- Hulló falevél Szövegkönyv: Anday, Kellér Dezső, Szilágyi László
- Katonadolog (operett 3 felv.) Szöv. Béldi Izor Bem. 1913. okt. 25. Népopera
- Melizina
- Muzsikus Ferkó (1926) (operett 3 felv.) Szövegkönyv: Szilágyi László, Bem. 1926. jún. 18., Budai Színkör
- Postás Katica ( operett 3 felv.) Szövegkönyv: Bús Fekete, versek: Kulinyi Ernő, Bem. 1925. jún. 24., Budai Színkör
- Százszorszép (operett 3 felv.) Szövegkönyv:  Faragó Jenő, Bem, 1919. nov. 28. ,Városi Színház
- Zsiványkirály (operett/zenés amerikai játék 3 felvonásban) Szöveg Harmath Imre (1927. körül)

### Sanzonok, kuplék, operett slágerek
- A doktor úr (a „Honi bú és Honi baj” pikáns változata)
- A finom nő
- A léha nótája (saját szöveggel)
- A semmeringi kvartett
- A szalmaözvegy
- Add ide, add ide
- Adjon kölcsön tíz pengőt (saját szöveggel)
- Akiknek a szívük fáj… – alcím: Sorrentói levél (saját szöveggel)
- Asszonykám, adj egy kis kimenőt (saját szöveggel)
- Asszonykám, adj egy kis pihenőt (az „Asszonykám adj egy kis kimenőt” paródiája, Weiner István szövegével)
- Az egyiknek sikerül
- Éjjel az omnibusz tetején
- Gyere te nímand…
- Hulló falevél
- Kár itt minden dumáért
- Látta-e már Budapestet éjjel
- Lehoznám néked a csillagokat
- Manuela
- Mondják meg a legkisebbik Horváth lánynak
- Most amikor minden virág nyílik
- Mi muzsikus lelkek
- Tanulj meg fiacskám komédiázni
- Te szőke gyerek
- Van a Bajza utca sarkán

### Filmzenék
- Iza néni (1933)
- A papucshős (1938)

## Családja
Fia, Ifj. Zerkovitz Béla az önhordó szerkezetű farmotoros Ikarus autóbuszok tervezője.